# Pro Evolution Soccer 2010
Pro Evolution Soccer 2010 (được viết tắt chính thức là PES 2010 và được biết đến ở châu Á là World Soccer: Winning Eleven 2010) là lần thứ 9 của trò chơi điện tử bóng đá thuộc loạt Pro Evolution Soccer. Trò chơi được phát triển và phát hành bởi Konami dành cho các hệ máy Sony PlayStation 2, PlayStation 3, và PlayStation Portable; Microsoft Xbox 360 và Windows; Nintendo Wii và điện thoại di động.
PES 2010 được công bố vào ngày 8 tháng 4 năm 2009 và phiên bản chơi thử dành cho PC, PS3 và Xbox 360 được tung ra vào ngày 17 tháng 9 năm 2009. Trò chơi được chính thức tung ra vào ngày 23 tháng 10 năm 2009 tại châu Âu.
Lionel Messi là cầu thủ xuất hiện trên hình bìa của PES 2010, có vai trò quan trọng trong việc quảng bá và phát triển trò chơi. Anh có mặt trên bìa cùng với Fernando Torres, một cầu thủ chứng thực khác.
Phiên bản dành cho iOS được ra mắt vào tháng 6 năm 2010.